# 居仁会
社会医療法人居仁会（きょじんかい）は、総合心療センターひながを中心とする医療機関・福祉施設などを有する社会医療法人である。総合心療センターひながに精神科救急入院料病棟を有し、三重県北勢地区における精神科救急医療などに注力している。創設者は医師の藤田貞雄、現在の理事長は創設者の息子で医師の藤田康平。
総合心療センターひながは、精神科救急入院料届出病院（スーパー救急病棟を持つ病院）であり、三重県北勢圏域の精神科救急輪番基幹病院となっている。さらに、当圏域で唯一、重度アルコール依存症入院管理料届出病院でもあり、「三重県アルコール健康障害対策推進計画」に基づき、アルコール依存症専門医療機関に選定されている。また、連携型認知症疾患医療センターである三原クリニックと連携するなど、地域医療に貢献し、当圏域のリーディングホスピタルとして評価されている。そのため、他の圏域への患者の流出は少なく、圏域内でおおむね完結している。

## 沿革
1956年（昭和31年）、医師・藤田貞雄が三重県四日市市大字日永に設立した医療法人居仁会をはじまりとする。同年に四日市日永病院（現在の総合心療センターひなが）が開設され、その後は次々に病棟を竣工し増床。1990年（平成2年）にはサテライト診療所としてうの森クリニックを開院したが、2007年（平成19年）に同クリニックは譲渡し、ささがわ通り心・身クリニックを開院した。

### 年表
- 1956年1月　「医療法人居仁会」の設立許可（初代理事長　藤田貞雄）
- 1956年3月　「四日市日永病院」開設届，業務開始（初代病院長　藤田貞雄）
- 1968年1月　労災指定病院に指定
- 1974年2月　精神科作業療法施設基準承認
- 1975年3月　内科を併設
- 1979年12月　関連法人「財団法人特殊教育振興財団」設立[11]
- 1983年5月　精神科デイケア承認
- 1994年4月　三重県知事より精神保健法による精神科応急入院指定病院に指定
- 1994年4月　院内保育所「あおぞら保育園」開園
- 1996年4月　精神科急性期治療病棟（A）承認
- 1998年2月　歯科外来患者受付開始
- 1998年4月　三重県精神科救急医療システム事業開始
- 1999年4月　臨床研修指定病院に指定[12]
- 1999年10月　病院名を「総合心療センターひなが」に改名
- 1999年11月　デイナイトケア開始
- 2000年4月　精神障害者地域生活支援センター「ソシオ」認可取得，運営開始[13]
- 2000年5月　精神科急性期治療病棟1承認
- 2001年3月　定款変更申請による特別医療法人の認可受理
- 2001年7月　藤田康平診療部長が院長に就任
- 2003年4月　精神障害者退院促進支援事業開始
- 2003年5月　精神科救急入院料病棟承認[4]
- 2005年3月　作業療法II届出受理，運用開始
- 2005年4月　365日24時間体制の精神医療相談事業開始
- 2005年5月　みえ治験医療ネットへの参加[14]
- 2006年9月　電子カルテ導入
- 2007年11月　「ささがわ通り 心・身クリニック」開院
- 2008年3月　藤田康平院長が理事長に就任
- 2009年6月　若年者の精神疾患の早期発見・早期治療を目的とした早期介入事業「YESnet」（四日市市における精神疾患早期支援ネットワーク）開始[15]
- 2010年3月　定款変更申請による社会医療法人の認可受理
- 2011年3月　東日本大震災に対する義援金を法人として募集
- 2012年12月　精神科大規模デイケアショートケア施設認可
- 2013年9月　特殊疾患病棟入院料2承認
- 2014年1月　「YESnet」第10回精神障害者自立支援活動賞（通称：リリー賞）「支援者部門」表彰[16]
- 2015年2月　特殊疾患病棟入院料2承認（1病棟51床追加承認）
- 2016年4月　精神科救急入院料1承認（1病棟32床追加承認）

## 理念と基本方針
社会医療法人居仁会は、以下の理念及び基本方針を掲げている。

### 理念
私たちは、精神保健・医療・福祉の実践を通して、心身の健康とその人らしい生活の実現を目指します。

### 基本方針
- その人にとって最善であることを第一に考え行動します。
- 地域のさまざまな資源とのネットワークを大切にし、協働します。
- 働き甲斐と喜びのある職場をつくります。

## 特長
多職種が協働して、患者一人ひとりに応じた精神保健・医療・福祉を実践している。
1. 患者中心の精神科医療[17]
2. 精神科救急入院料病棟（スーパー救急病棟）など多様な機能の病棟[2]
3. 医師を含む多職種による退院支援[19]
4. 地域とのネットワークの活用[20]

## 教育
看護師の資格取得を目指し、看護専門学校又は看護大学に在学する者で、かつ卒業後直ちに総合心療センターひながに看護師として継続して一定期間以上勤務することを約する者を対象として、奨学金の貸与を行っている。